# 2025年白俄羅斯總統選舉
2025年白俄羅斯總統選舉於2025年1月26日舉行。白俄羅斯總統由直接選舉產生，任期五年。

## 背景
2020年白俄羅斯總統選舉結果存在爭議，現任總統亞歷山大·盧卡申科聲稱以壓倒性優勢贏得了第六個任期，隨後爆發了大規模抗議活動。反對派候選人斯韋特蘭娜·季哈諾夫斯卡婭隨後聲稱獲得了60%至70%的選票，足以單輪擊敗盧卡申科，並要求國際社會承認她為選舉獲勝者。
2020年8月17日，盧卡申科表示，如果通過新憲法，下一次總統選舉可能會在2025年之前舉行。齊哈努斯卡婭表示，她已準備好領導過渡政府，並在國際監督下提前舉行選舉。盧卡申科也表示，如果新憲法通過，他將辭職。亞歷山大·盧卡申科在2024年4月當選為白俄羅斯政權最高代表機構—全國人民大會主席，為繼續執掌最高權力鋪路。

## 投票
本次选举不开放海外投票。白俄罗斯中央选举委员会主席伊戈尔·卡尔彭科对该决定归咎于由于缺乏适当的安全措施，以及外交使团工作人员人数减少。

## 結果
最終白俄当局宣布亚历山大·卢卡申科以87.6%的得票率第七次当选白俄罗斯总统。